# Rhipidura drownei
El abanico pardo (Rhipidura drownei) es una especie de ave paseriforme de la familia Rhipiduridae endémica del Archipiélago de las islas Salomón

## Subespecies
Según Alan P. Peterson, existen dos subespecies:
- Rhipidura drownei drownei Mayr, 1931 - se encuentra en la isla de Bougainville;
- Rhipidura drownei ocularis Mayr, 1931 - se localiza en la isla de Guadalcanal.